# Oliarus monticola
Oliarus monticola är en insektsart som beskrevs av George Willis Kirkaldy 1909. Oliarus monticola ingår i släktet Oliarus och familjen kilstritar. Inga underarter finns listade i Catalogue of Life.